# Andrew Silver
Andrew Silver (Nova York, 1942) és un director de cinema, escriptor i productor estatunidenc.

## Biografia
Va obtenir 2 graus al MIT, i el seu doctorat en psicologia organitzacional a la Harvard Business School.
Silver és coautor de A Film Director's Approach to Managing Creativity,, un capítol de Breakthrough Thinking, publicat per la Harvard Business School Press. És investigador afiliat al MIT, on dirigeix un seminari.
La seva carrera cinematogràfica va començar amb "Next Door" de Kurt Vonnegut que va guanyar un premi i fou interpretada al Masterpiece Theater. La seva sèrie de pel·lícules actual es diu May It Happen For You i té el premiat Second Wind/Radio Cape Cod i Surprise Engagement, i documentals sobre lideratge i educació infantil. La seva pel·lícula Return va guanyar el premi al millor actor al XVIII Festival Internacional de Cinema Fantàstic de Sitges.

## Filmografia
Selecció
- Exploring Leadership (2021)
- Second Wind/Radio Cape Cod (2020) - Productor, director
- Profiles in Aspiration (2018)[5]
- Surprise Engagement (2015) - Productor, director
- Radio Cape Cod (2008) - Productor, director
- Return (1985) - Productor, Director
- Prophetic Voices (1984) - Productor - Director
- Harry Callahan, A Need to See and Express (1982)
- The Murderer (1976) - Productor - Director - adaptació d'una història de Ray Bradbury
- Next Door (1975) - Producer - Director - adaptació d'una història de Kurt Vonnegut